# Leocereus bahiensis
Leocereus bahiensis är en kaktusväxtart som beskrevs av Nathaniel Lord Britton och Joseph Nelson Rose. Leocereus bahiensis ingår i släktet Leocereus och familjen kaktusväxter. Inga underarter finns listade i Catalogue of Life.

## Bildgalleri

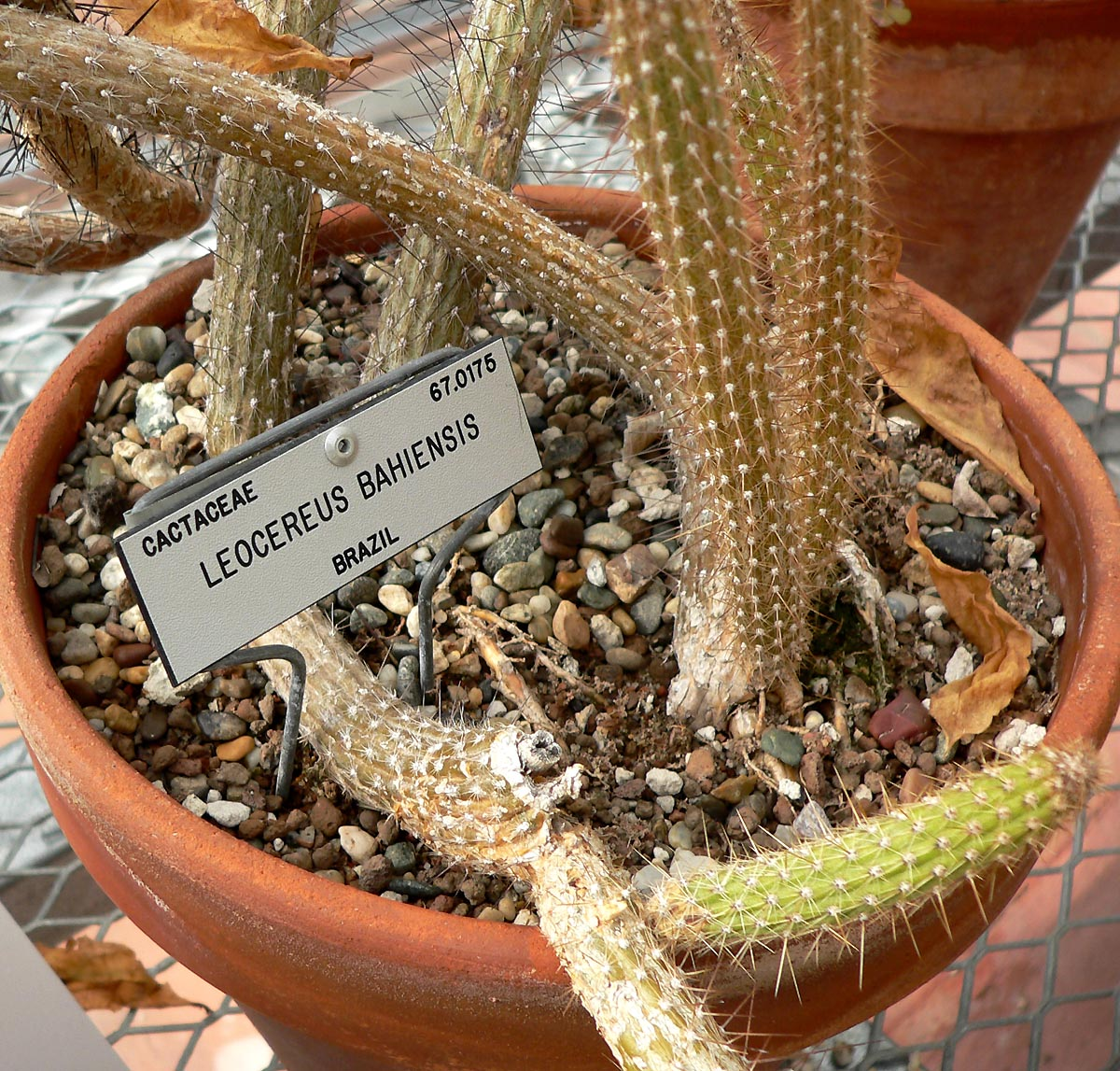
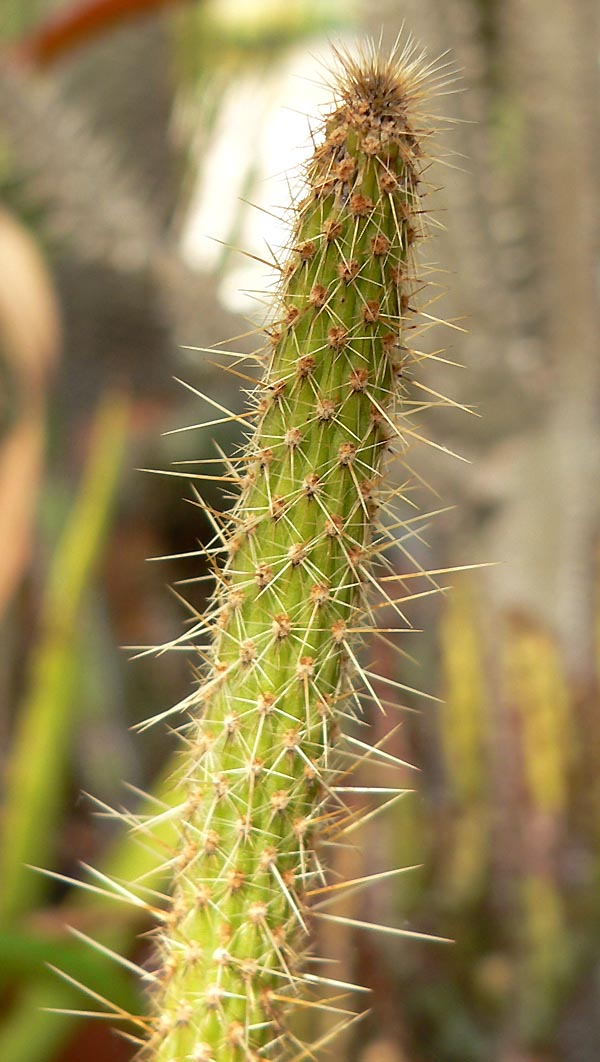